# Скајлер Колфакс
Скајлер Колфакс Јуниор (енгл. Schuyler Colfax, Jr.; Њујорк, 23. март 1823 — Манкато, 13. јануар 1885) је био амерички политичар који је служио као представник из Индијане (1855–1869), и као 17. потпредседник Сједињених Држава у периоду од 1869. до 1873.
Председник Јулисиз С. Грант (46) и Колфакс (45) су у доба инаугурације чинили најмлађи председнички тим, и то су остали све до инаугурације Била Клинтона и Ала Гора 1993. године.
Политичку каријеру је започео у Виговској партији, а након распада те партије је прешао у Републиканску странку.

### Потпредседнички мандат
Скајлер Колфакс је за потпредседника Сједињених Држава изабран 1868. на тикету са председничким кандидатом Јулисизом С. Грантом. Инаугурисан је 4. марта 1869. и мандат му је трајао до 4. марта 1873. Није успео да осигура поновну номинацију републиканаца за потпредседника 1872, и заменио га је сенатор из Масачусетса, Хенри Вилсон.